# Chalet Magnasco
Pour les articles homonymes, voir Magnasco.
Le chalet Magnasco est une villa art nouveau située dans la ville côtière de Mar del Plata dans la province de Buenos Aires en Argentine.

## Histoire
Le bâtiment fut construit en 1926 à la demande des frères Luis et Juan Magnasco, propriétaires d'une importante entreprise laitière, sans doute la première et la plus ancienne entreprise argentine active dans ce secteur.
La villa fut conçue pour accueillir deux appartements distincts, destinés aux familles des deux frères Magnasco.
Son haut niveau de préservation a permis son classement en « bâtiment d'intérêt patrimonial »,.

## Description
Le style de l'immeuble s'inspire de celui des résidences de villégiature de la Riviera méditerranéenne. La caractéristique principale du bâtiment est sa loggia d'angle de forme arrondie.